# Impatiens herzogii
Impatiens herzogii är en balsaminväxtart som beskrevs av K. Schum. Impatiens herzogii ingår i släktet balsaminer, och familjen balsaminväxter. Inga underarter finns listade i Catalogue of Life.